# 포르 우나 카베사
포르 우나 카베사(스페인어: Por una Cabeza)는 카를로스 가르델이 작곡한 노래이다. 아르헨티나의 탱고 노래로 후에 편곡이 많이 되었다. 영화 여인의 향기(1992)의 명장면으로 꼽히는 탱고장면에 편곡되어 삽입되었다.
Por una Cabeza라는 제목은 '머리 하나 차이로'라는 뜻을 가진 경마 용어다.
다만 가사의 내용은 경마에 대한 것은 아니고 사랑의 밀고 당김에 관한 미묘한 감정과
사랑에 실패 한 후에도 다시 사랑할 수 밖에 없는 심정을
경마에 비유하여 표현한 노래이다. 

## 같이 보기
- 아르헨티나의 음악